# Neotatea
Neotatea ist eine Pflanzengattung aus der Familie der Calophyllaceae. Sie umfasst vier Arten. Der Gattungsname ehrt den US-amerikanischen Zoologen George Henry Hamilton Tate (1894–1953).

## Beschreibung
Neotatea-Arten sind spärlich verzweigte, kleine Bäume. Sie sind mit einzelligen Trichomen behaart. Die endständigen Knospen besitzen keine Knospenschuppen, Kollatere sind ebenso nicht vorhanden. Die Laubblätter stehen schraubenförmig. Die sekundären Blattadern stehen eng beisammen und sind parallel.
Die Blütenstände sind endständig und bestehen aus einer bis fünf Blüten. Die fünf Kelchblätter stehen in dachiger Knospendeckung, die fünf Kronblätter in gedrehter Knospendeckung. Die Staubbeutel sind 5 bis 6 mm lang und besitzen große, kreisförmige Drüsen. Die drei Fruchtblätter enthalten eine Vielzahl an Samenanlagen. Der Griffel ist kurz, die Narbe ist stark vergrößert.
Die Früchte öffnen sich scheidewandspaltig. Die Samen sind papillös, die Samenschale ist einfach, Exotegmen sind vorhanden. Das Embryo ist etwa 2,5 mm lang, die Keimblätter machen etwa 1/3 bis 1/2 seiner Länge aus. Endosperm ist vorhanden.

## Systematik und Vorkommen
Innerhalb der Gattung werden vier Arten unterschieden, die im nördlichen Südamerika im Bergland vorkommen:
- Neotatea colombiana Maguire: Südöstliches Kolumbien.[2]
- Neotatea duidae (Kobuski & Steyerm.) P.F.Stevens & A.L.Weitzman (Syn.: Bonnetia duidae Kobuski & Steyerm.): Venezuela.[2]
- Neotatea longifolia (Gleason) Maguire (Syn.: Bonnetia longifolia Gleason): Südöstliches Kolumbien bis Venezuela.[2]
- Neotatea neblinae Maguire: Venezuela.[2]